# Усачик вершинный липовый
Усачик вершинный липовый (лат. Pogonocherus hispidus) — вид жесткокрылых из семейства усачей.

## Распространение
Распространён в Европе, России, на Кавказе, Ближнем Востоке и в Северной Африке.

## Описание
Жук длиной от 4 до 6 мм.

## Развитие
Развитие вида длится от одного до двух лет. Питается листьями различных лиственных пород.

## Галерея

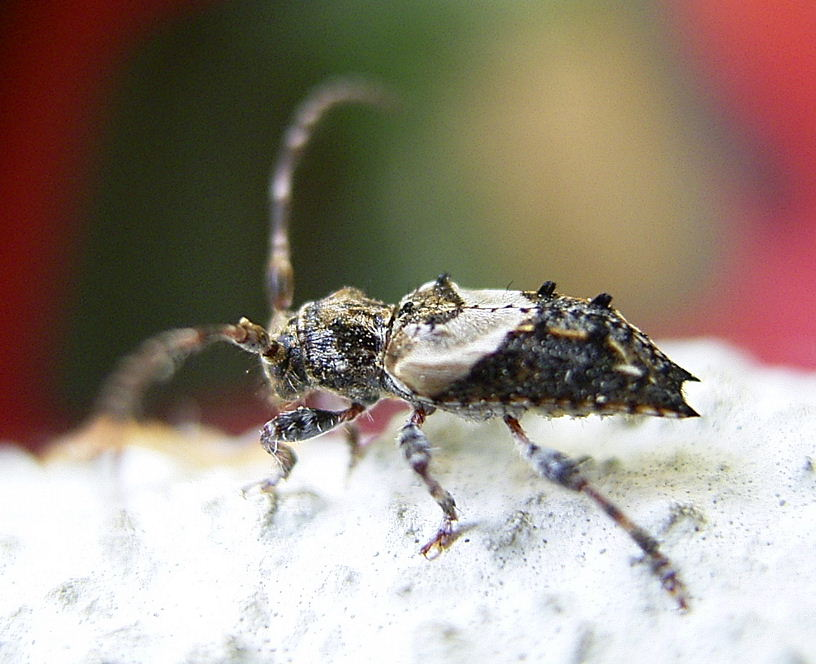